# Bande industrielle, scientifique et médicale
Pour les articles homonymes, voir ISM et bande.
Les bandes ISM (industriel, scientifique et médical) sont des bandes de fréquences qui peuvent être utilisées dans un espace réduit pour des applications industrielles, scientifiques, médicales, domestiques ou similaires, à l'exception des applications de radiocommunication  et de radiorepérage pour lesquels la directive RED est d'application et l'utilisation limitée. 
Pour l'Union Européenne, les bandes de fréquences, et les éventuels niveaux limites sont décrits dans la norme EN 55011. Pour les États-Unis, la publication partie 18 du titre 47 du "code of federal regulations"(CFR) définit ces bandes de fréquences et les niveaux limites d'émission associés.
Ces bandes de fréquences sont généralement partagées avec les bandes de fréquences harmonisées pour les équipements de radiocommunication et de radiorepérage. Pour de tels utilisations: en Europe, l'utilisation de ces bandes de fréquences est régie par la directive RED, ses normes harmonisées publiées par l'ETSI, elles-mêmes basées sur les règlements et recommandations du CEPT ; Aux États-Unis, l'utilisation de ces bandes de fréquences est régie par la partie 15 du titre 47 du CFR rédigé par la FCC.

## Réglementation
Les bandes de fréquences ISM ont été désignées par l'UIT.  
Aux États-Unis, les bandes ISM sont reprises au chapitre 18.301 du titre 47 du CFR . 
En Europe, les bandes de fréquences ISM sont reprises au tableau 1 de l'EN 55011 :
```
  
HF
   6,765 -   
6,795 
MHz
  (soit   
6,78 
MHz
 ±  
15,0 
kHz
)
  HF  13,553 -  
13,567 
MHz
  (soit  
13,56 
MHz
 ±   
7,0 
kHz
)
  HF  26,957 -  
27,283 
MHz
  (soit  
27,12 
MHz
 ± 
163,0 
kHz
) 
[
6
]
 
 
VHF
  40,660 -  
40,700 
MHz
  (soit  
40,68 
MHz
 ±  
20,0 
kHz
)
 
UHF
 433,05  - 
434,79 
MHz
  (soit 
433,920 
MHz
 ± 0,2 %) (selon autorisations nationales)
 UHF   2,4   -   
2,5 
GHz
  (soit   
2,450 
GHz
 ±  
50,0 
MHz
)
 
SHF
   5,725 -   
5,875 
GHz
  (soit   
5,800 
GHz
 ±  
75,0 
MHz
)
 SHF  24,0   -  
24,25 
GHz
  (soit  
24,125 
GHz
 ± 
125,0 
MHz
)
 
EHF
  61,0   -  
61,5 
GHz
  (soit  
61,25 
GHz
 ± 
250,0 
MHz
)
 EHF 122,0   - 
123,0 
GHz
  (soit 
122,50 
GHz
 ± 
500,0 
MHz
)
 EHF 244,0   - 
246,0 
GHz
  (soit 
245,00 
GHz
 ±   
1,0 
GHz
)
```

D'autres fréquences peuvent être utilisées dans certains pays, comme défini dans la norme internationale CISPR11, telle que la bande des 915 MHz non utilisable en Europe pour une application ISM car celle-ci est attribuée pour les télécommunications cellulaires.
N'étant pas une application ISM, l'utilisation de fréquence dans les bandes ISM pour des applications de radiocommunications ou de radiorepérage, doivent respecter les exigences de la directive RED. L'utilisation efficace du spectre partagé est alors réglementée. Pour les équipements de courte portée (de puissance inférieure à 500 mW), les bandes de fréquences, et diverses restrictions, sont résumées dans la recommandation ERC/REC 70-03. Pour des équipements de plus forte puissance, ou pour l'utilisation d'autres bandes de fréquences, leur utilisation doit être accordée par une licence obtenue auprès de chaque autorité nationale (ANFR en France, IBPT en Belgique). Selon les pays, l'utilisation d'une fréquence peut être sujet à paiement. 
L'utilisation de fréquence dans une bande ISM pour toute autre application (notamment pour agir sur la matière -tel qu'un four à micro-ondes et certains soudeurs à arc-, certains lampes UV industrielles, le transfert d'énergie électromagnétique, etc.) peuvent généralement émettre sans limitation de puissance, sauf si les autorités nationales ont jugé des limitations nécessaires. Ces produits doivent se conformer à la directive CEM. Pour des applications ISM en dehors des bandes ISM allouées dont les niveaux d'émissions sont au delà des limites d'émissions non essentielles définis par la norme, il convient de requérir une autorisation d'utilisation de la bande de fréquence auprès des autorités nationales concernées (ANFR en France, IBPT en Belgique).
Cela étant, tous les appareils émettant des ondes radiofréquences de manière intentionnelle doivent respecter les exigences applicables en termes de limitation de l'exposition des personnes (public et travailleur) aux champs électromagnétiques, y compris pour une utilisation ISM. Pour une application médicale, le règlement européen sur les dispositifs médicaux est en général d'application pour l'évaluation de l'effet sur le patient.

## Utilisations

### Équipements agissant sur la matière
Les équipements suivants, agissant sur la matière, sont des exemples d'utilisation de fréquences ISM :
- four à micro-ondes (2,45 GHz) ;
- postes de soudage à arc à excitation RF;

### Équipements de radiorepérage
Les bandes de fréquences ISM sont partagées avec des applications de radiorepérage. Certains radars, aussi bien ceux pour déterminer la vitesse que ceux déterminant la position, peuvent partager la même bande de fréquence qu'une application ISM.
L'utilisation de ces bandes de fréquences pour du radiorepérage n'est pas considérée comme une application ISM en Europe et y est donc restreinte. 

### Équipements de radiocommunication (application non-ISM)
Les bandes de fréquences ISM sont partagées avec des applications de télécommunication, principalement de courte portée. 
Par définition, l'utilisation de ces bandes de fréquences pour de la radiocommunication n'est pas une application ISM.

#### Bandes basses
La bande 26 MHz a été longtemps utilisée pour les téléphones sans fil type CT0 domestiques (bande 26,3 à 26,5 MHz) en modulation de fréquence « FM » (selon l'annexe A7 du TNRBF de l'ANFR), remplacés aujourd'hui par les DECT numériques (hors fréquence ISM).
La bande 433 MHz est très largement utilisée pour des liaisons domestiques à faibles performances ou débit, en particulier les télécommandes de voitures ou de portails, les thermomètres d'extérieur, les modems radio, les portiers vidéo sans fil, les alarmes sans fil, les baby phone, des jouets, etc.
La bande 868 MHz est également utilisée dans les réseaux d'équipements domotiques tel que EnOcean, Z-Wave ou des réseaux M2M comme Sigfox et Lora.

#### Bande2,4GHz
Dans l'Union européenne, la bande ISM principalement partagée avec des applications de radiocommunication est la bande de fréquence de la gamme des UHF allant de 2 400 à 2 483 MHz (bande S). Les réseaux WLAN et les dispositifs Bluetooth utilisent cette bande des 2,4 GHz.
Outre le Wi-Fi, la bande des 2,4 GHz est attribuée à de nombreux équipements publics et grand public sans fil, les caméras de vidéo-surveillance professionnelles et domestiques, les webcams, les transmetteurs (émetteur/récepteur) de salon audio-vidéo... 
En Europe, la puissance autorisée PIRE est de 100 mW (20 dBm). L'ISM est partagée avec les radioamateurs jusqu'à 2 450 MHz.

#### Bande5,8GHz
La bande dite des 5,8 GHz (de 5 150 à 5 350 MHz et de 5 470 à 5 725 MHz) est désormais libre avec des PIRE limitées respectivement à 200 mW (intérieur) et 1 000 mW (extérieur/intérieur). Il y a également des réseaux et dispositifs WLAN dans la bande des 5 GHz (plus précisément 5,150 - 5,725 GHz en Europe) et à une puissance d'émission différente.

### Cohabitation des systèmes
Ces bandes étant ouvertes à tout utilisateur, avec des matériels variés parfois modifiés, dans les zones urbaines la cohabitation devient difficile entre les différents utilisateurs, radioamateurs, Wi-Fi d'un côté et d'autres usages domestiques (four à micro-ondes, vidéo-surveillance) ou ludiques (aérocam, astrocam, météocam, etc.), de l'autre.